# Nationalpark Hainich
Nationalpark Hainich, blev oprettet 31. december 1997 er den 13. Nationalpark i Tyskland, og den eneste i delstaten Thüringen. Et af de vigtigste mål med parken er beskyttelse af det lokale dyreliv.

## Beliggenhed
Den 76,1 km² store Park ligger i den vestlige del af Thürringen , og øst for floden Werra mellem Naturpark Eichsfeld-Hainich-Werratal, der delvist omgiver den i den nord- og nordvestlige ende, og Thüringer Walds i syd. Den ligger i trekanten af byer Eisenach-Mühlhausen-Bad Langensalza i den omkring 160 km² store skov Hainich, der er det største sammenhængende løvskovsområde i Tyskland.

## Flora og Fauna
I Hainich findes et bredt udvalg bøgesorter, og talrige andre løvtræer. Dertil kommer svampe, store forkomster af forårsblomster, blandt andet Blå Anemone. Hainichs fauna byder blandt andet på vildkat, 14 flagermusearter, sort stork, syv spættearter og træboende biller.

## Trækronesti
I 2005 indviede man en 310 meter lang trækronesti (51°4′59.6″N 0°30′24.2″Ø / 51.083222°N 0.506722°Ø) hvor man kan se trætoppene i øjenhøjde. Universität Göttingen driver i dette område geobotanisk trækroneforskning. Denne trækronesti er kun den anden i Tyskland og den gør det muligt at lære en verden, der tidligere var nærmest ukendt, at kende. Der findes lignende projekt i den tropiske regnskov i Costa Rica.

### Literatur
- Hainich Artenbuch – Tiere, Pflanzen und Pilze im Nationalpark Hainich, Verlag Rockstuhl, Bad Langensalza, 2005, ISBN 978-3-937135-37-3
- – Bøger mm Arkiveret 27. november 2011 hos  Wayback Machine om Nationalpark Hainich
- Nationalpark Hainich: ein Urwald in der Mitte Deutschlands. Dokumentarfilm, 30 Min., Deutschland, 1999, af Peter und Stefan Simank, Produktion: Simank-Filmproduktion, Dresden, resume i MDR
- http://www.hainich-werratal.de – Byer og landsbyer i Hainichregion

51°5′48″N 10°23′27″Ø / 51.09667°N 10.39083°Ø